# لوکا دوتو
لوکا دوتو (به انگلیسی: Luca Dotto) (زادهٔ ۱۸ آوریل ۱۹۹۰) شناگر اهل ایتالیا است.